# Philippe Brassac
Pour les articles homonymes, voir Brassac.
Philippe Brassac, né le 31 août 1959 à Nîmes (Gard), est un banquier français. Présent dans le groupe Crédit agricole depuis les années 1980, il a évolué dans trois caisses régionales différentes ainsi qu'à la Fédération nationale du Crédit agricole. De mai 2015 à mai 2025, il est directeur général de Crédit agricole SA, société cotée du groupe. Il succède ainsi à Jean-Paul Chifflet, arrivé à la fin de son mandat. 
Il est également président du conseil d'administration de LCL. 
Philippe Brassac est un judoka de haut niveau, ceinture noire selon son portrait réalisé par Libération en octobre 2017; selon la même source, il se passionne dès son plus jeune âge pour l'horticulture, hobby qui n'est pas étranger à son recrutement dans la Banque Verte en 1982.

## Origines familiales et formation
Né d'un père ouvrier agricole et d’une employée de cantine, Philippe Brassac est père d’une fille.
Statisticien de formation, il est diplômé de l'École nationale de la statistique et de l'administration économique en 1981,, et titulaire d'un diplôme d'études approfondies en mathématiques. Il a effectué son service militaire dans l'aéronautique navale. 

## Carrière au Crédit agricole
En 1982, à la sortie de ses études, Philippe Brassac commence sa carrière au Crédit agricole du Gard, comme chef de service crédit,, avant de devenir directeur de l'organisation puis directeur financier, bancaire et marketing. En 1994, il est nommé directeur général adjoint du Crédit agricole des Alpes-Maritimes.
En 1999, il rejoint la Caisse nationale de Crédit agricole en tant que directeur des relations avec les Caisses régionales. En 2001, il devient directeur général du Crédit agricole Provence Côte d'Azur, à 40 ans où il met en place une politique commerciale nouvelle par laquelle les conseillers clientèle ne reçoivent plus de commission sur les ventes. Entré en 2003 au Bureau de la Fédération nationale du Crédit agricole, il en devient le vice-président, puis le secrétaire général en 2010,.
Pendant son mandat à la Fédération nationale, il défend un projet de réforme de la gouvernance du groupe,,,.
Le conseil d'administration le nomme le 24 février 2015 à la direction générale de Crédit agricole SA. Sa prise de fonctions a lieu à l'issue de l'assemblée générale de Crédit agricole SA du 20 mai 2015,.

### Direction du Crédit agricole
En juin 2015, Philippe Brassac annonce la mise en bourse d'Amundi qui est introduit sur le marché réglementé Euronext à un prix fixé à 45 €,.
Dans le même temps, une stratégie de réorganisation de Crédit agricole SA (dit CASA) baptisée "Eurêka" est lancée. Elle a pour but de simplifier la cotation en bourse du groupe, détenu à plus de 50% par les Caisses régionales de Crédit agricole, alors que CASA possède 25 % des caisses régionales à travers des certificats coopératifs d'investissements,.
À l'occasion de la COP 21, il annonce que le groupe Crédit agricole a tenu les quatre engagements pris à l'ONU lors du sommet 2014 sur le climat et engage le groupe dans de nouveaux engagements.
En mars 2016, il annonce le plan de moyen terme du groupe baptisé "Ambition stratégique 2020" qui axe la nouvelle stratégie du groupe sur la proximité et la rationalisation des structures.
Favorable au développement international du groupe, Philippe Brassac annonce l'acquisition de Pioneer Acquisition, une entreprise italienne de gestion d'actifs par Amundi.
En juin 2019, Philippe Brassac présente un nouveau Projet du Groupe et un nouveau Plan à moyen terme à horizon 2022 élaborés conjointement entre les Caisses régionales et Crédit agricole SA. Ils s’inscrivent dans la continuité du précédent plan à moyen terme « Ambition Stratégique 2020 » dont les résultats financiers ont été atteints pour la majorité avec une année d’avance. Il vise à amplifier et accélérer la trajectoire du groupe dans un environnement incertain et marqué par la montée des exigences sociétales. Le groupe Crédit agricole formalise sa Raison d’être : « Agir chaque jour dans l’intérêt de nos clients et de la société ». Il confirme son modèle de banque universelle de proximité fondé sur un modèle relationnel unique qui s’appuie sur trois piliers : l’excellence relationnelle, la responsabilité en proximité, et l’engagement sociétal.
L'ONG Les Amis de la Terre félicitent également l'entreprise : « Ce sont les meilleures pratiques jamais adoptées par l'industrie financière sur le secteur du charbon. Pour la première fois, une grande institution financière reconnait l'urgence d'empêcher l'expansion du secteur du charbon, de planifier et mettre en œuvre sa sortie ».
Mi-juillet 2020, Philippe Brassac est nommé à la tête de la Fédération bancaire française, en remplacement de Frédéric Oudéa. Il prend ses fonctions le 1er septembre 2020 pour une durée d'un an.
Le 29 avril 2021, Philippe Brassac prédit que le Bitcoin vaudra moins d'un dollar en avril 2025; le prix de clôture effectif pour le mois d'avril 2025 a en fait été de 94'207 USD.
En mai 2025, Philippe Brassac, atteint par la limite d'âge prévue dans les statuts de l'entreprise, est remplacé comme directeur général du Crédit agricole par Olivier Gavalda.
Sa carrière dans l’univers des foncières
Lors de l’assemblée générale de Gecina le 17 avril 2025, Philippe Brassac a été nommé administrateur et président du conseil d’administration du groupe.

## Distinctions
- Officier du Mérite agricole[30]
- Officier de la Légion d’honneur en 2021[31]
- Officier de l'ordre national du Mérite[32] en 2016, décoré des mains du président de la République François Hollande